# 16232 Chijagerbs
16232 Chijagerbs è un asteroide della fascia principale. Scoperto nel 2000, presenta un'orbita caratterizzata da un semiasse maggiore pari a 3,9409480 UA e da un'eccentricità di 0,1120677, inclinata di 7,94208° rispetto all'eclittica.